# 末森城 (能登国)
末森城（すえもりじょう）は、能登国羽咋郡末森村（現在の石川県羽咋郡宝達志水町竹生野）にあった日本の城。県指定史跡。

## 概要
末森山（標高138.8m）に所在したため、この名で呼ばれたが、「末守」あるいは「末盛」と記した資料も残る（『信長公記』など）。曲輪は山中に点在し合計面積は30,000m2におよぶ。

## 歴史
はじめ畠山氏の家臣で地頭職であった土肥親真によって築城されたとされるが、詳しくは不明。天正5年（1577年）に越後国より侵攻してきた上杉謙信に降伏、斎藤朝信らが末森に入ったとの記述がある。その後、そのまま親真が城主として配された。
しかし、天正8年に加賀国の一向一揆を鎮圧した織田氏家臣の柴田勝家らが侵攻してくると、再び降伏。土肥氏は同地に改めて配された前田利家の与力的な立場となったため、これ以後前田家が支配することとなる（なお、この際に土肥親真は前田利家の妻芳春院（まつ）の姪を娶るが、末森城に在したため「末守殿」と呼ばれた）。
末森城は加賀国と能登国を繋ぐ交通の要所であり、1584年（天正12年）徳川家康に同調した佐々成政が、この城を攻めたが城主奥村永福が死守（末森城の戦い）。この勝利により前田利家の能登・加賀統治の基礎が築かれたともいえるが、元和元年（1615年）の一国一城令により廃城となる。
本丸主門は、金沢城鶴の丸南門として移築されていたが、宝暦9年(1759年)に火災によって焼失してしまっている。本丸は、津幡町加賀爪へ移転され、加賀藩主代々の御旅屋として利用された。明治10年8月28日に火災によって焼失。
昭和60年（1985年）から押水町によって大規模な発掘調査が行われ、山中からは生活用具や鉄砲の弾など15世紀後半から16世紀後半の歴史的資料が多く出土した。平成3年（1991年）に石川県の史跡に指定されている。

## 遺構
本丸跡から日本海が遠望できる。
- 土塁、曲輪跡
- 若宮丸址

### 関連建造物
- 桜井三郎左衛門の像 - 末森城の戦いで、前田利家を道案内した人物。
- 末森山古戦場碑 - 大河ドラマ「利家とまつ」を記念して設置。
- 末森城跡鳥観図 - 駐車場横にある案内板。末森城の縄張りが描かれる。

## 交通
- JR七尾線・宝達駅からタクシーで5分
  - 駐車場あり